# Тюльпан (фильм)
«Тюльпа́н» — фильм режиссёра Сергея Дворцевого, вышедший на экраны в 2008 году.
Фильм (Германия, Казахстан, Россия, Швейцария) снимался 4 года в степях Бетпак-Дала, Южно-Казахстанская область. Постпродакшн проходил в Германии, Швейцарии и Польше. 
Наряду с профессиональными актёрами в съёмках были задействованы и непрофессиональные актёры, которые никогда не снимались в кино. Также на эпизодические роли привлекалось местное население посёлка, где проходили съёмки.

## Сюжет
Бывший моряк Асхат после демобилизации возвращается в родные степи. Он живёт в юрте своей старшей сестры Самал и её мужа Ондаса, у которых трое детей. Асхат хочет стать чабаном и мечтает о доме с солнечной батареей и водопроводом. Ему обещают выделить часть овец, но при этом выдвигают условие: он должен жениться. Однако на сотни квадратных километров есть только одна девушка, её зовут Тюльпан. Асхат её любит, а она за него, лопоухого, выходить не хочет. Бони и Ондас пытаются помочь со сватовством, но неудачно. А тут ещё случается неприятность с вверенными овцами: Асхат теряет в степи одну из них. Когда он всё же её находит, то неожиданно становится свидетелем рождения ягнёнка. Этот новый опыт вселяет в Асхата оптимизм: теперь он уверен, что обязательно добьётся расположения Тюльпан.

## В ролях
- Асхат Кучинчереков — Асхат, Аса
- Самал Еслямова — Самал, сестра Асхата
- Ондасын Бесикбасов — Ондас, муж Самал
- Толепберген Байсакалов — Бони, друг Асы (прозвище получил по названию группы Boney M., которая постоянно звучит из его трактора)
- Береке Турганбаев — Беке

## Съёмочная группа
- Сергей Дворцевой — режиссёр
- Геннадий Островский, Сергей Дворцевой — сценарий
- Йоланта Дылевска — оператор
- Роджер Мартин — художник
- Изабель Майер — монтаж
- Оливье Дандре — звук
- Газиза Коршиева — костюмы
- Томаш Матрасецк — грим

## Награды и номинации
- Каннский кинофестиваль 2008 (Франция: главный приз конкурса «Особый взгляд», приз молодёжного жюри, приз министерства образования Франции
- Токийский кинофестиваль (2008, Япония): гран-при «Сакура», приз за лучшую режиссуру
- Лондонский кинофестиваль (2008, Англия): гран-при «The Sutherland»
- Кинофестиваль в Цюрихе (2008, Швейцария): гран-при «Золотой глаз»
- Кинофестиваль в Рейкьявике (2008, Исландия): гран-при «Золотой паффин»
- Кинофестиваль в Монреале (2008, Канада): гран-при
- Кинофестиваль в Гоа (2008, Индия): гран-при «Золотой павлин», приз за лучшую режиссуру
- Академия кино APSA (2008, Австралия): гран-при за лучший фильм
- Международный кинофестиваль в Карловых Варах (2008, Чехия): гран-при конкурса Восток-Запад
- Кинофестиваль авторского кино в Белграде (2008, Сербия): гран-при
- Кинофестиваль в Маниле (2009, Филиппины): гран-при.
- Кинофестиваль в Котбусе (Германия, 2008): приз за лучшую режиссуру
- Кинофестиваль в Хихоне (Испания, 2008): приз за лучшую режиссуру
- Кинофестиваль «Manaki Brothers» (Македония, 2008): приз «Серебряная камера»
- Кинофестиваль в Дубае (ОАЭ, 2008): приз за лучшую мужскую роль
- Азиатская киноакадемия (2009): приз лучшему оператору
- Кинофестиваль «River Run» (США, 2009): приз за лучший сценарий
- Европейская киноакадемия (2008): номинация «Открытие года»
- Оскар 2009: выдвигался от Казахстана на лучший иностранный фильм, но номинации не получил

### Съёмки фильма
- Фильм «Тюльпан» снимался 4 года в казахской степи Бетпак-Дала, в 500 километрах от ближайшего города.
- Во время съемок температура воздуха в Бетпак-Дала иногда достигала 49 градусов.
- Главные актеры, готовясь к съемкам, около месяца жили в юрте и работали чабанами.
- Сценарий фильма был изменен во время съемок на 80 %, многие эпизоды и диалоги сымпровизированы на съемочной площадке.
- Фильм снят без использования компьютерных эффектов. Все смерчи и эпизоды с животными сняты естественным образом.

## Рецензии
- Дмитрий Дабб. Так выпьем же за голые степи Казахстана
- Олег Борецкий. Год «Тюльпана»